# District d'Akbugdaý
Le district d'Akbugdaý est un district du Turkménistan situé dans la province d'Ahal. 
Il a été fondé en avril 1977 sous le nom de district de Gäwer, avec son centre sur la colonie de type urbain d'Anau. Aboli en août 1988, il a été restauré en 1992 dans le cadre de la province d'Ahal, où il a ensuite été rebaptisé Akbugdaý.